# Гватемала на летних Олимпийских играх 1984
Гватемала принимала участие в Летних Олимпийских играх 1984 года в Лос-Анджелесе в шестой раз в истории, но не завоевала ни одной медали. Делегация состояла из 24 спортсменов (20 мужчин и 4 женщины).

## Результаты соревнований

### Академическая гребля
В следующий раунд из каждого заезда проходили несколько лучших экипажей (в зависимости от дисциплины). В финал A выходили 6 сильнейших экипажей, ещё 6 экипажей, выбывших в полуфинале, распределяли места в финале B.
Для Эдгара Нанне Игры в Лос-Анджелесе стали уже вторыми в карьере. Ранее Эдгар Нанне выступал в составе двойки на Играх 1980 года. В дальнейшем гватемальские гребцы больше не участвовали олимпийских соревнованиях.
Мужчины
| Соревнование | Спортсмены  | Предварительный заезд | Предварительный заезд | Предварительный заезд | Отборочный заезд | Отборочный заезд | Отборочный заезд | Полуфинал            | Полуфинал            | Полуфинал            | Финал                | Финал                | Итоговое место       |                      |
| Соревнование | Спортсмены  | Заезд                 | Время                 | Место                 | Заезд            | Время            | Место            | Заезд                | Время                | Место                | Время                | Место                | Итоговое место       |                      |
| ------------ | ----------- | --------------------- | --------------------- | --------------------- | ---------------- | ---------------- | ---------------- | -------------------- | -------------------- | -------------------- | -------------------- | -------------------- | -------------------- | -------------------- |
| одиночки     | Эдгар Нанне | 1                     | 8:07,69               | 5                     | 1                | 7:50,60          | 5                | завершил выступление | завершил выступление | завершил выступление | завершил выступление | завершил выступление | завершил выступление | завершил выступление |

### Бокс
Спортсменов — 1
Весовая категория до 48 кг
- Карлос Мотта:
  - Первый раунд:  Мустафа Ген 5—0
  - Второй раунд:  Даниэль Мванги 4—1
  - Четвертьфинал:  Марселино Боливар 0—5

### Велоспорт
Спортсменов — 1
| Спортсмен  | Дисциплина  | Место |
| ---------- | ----------- | ----- |
| Макс Лейва | гит, 1000 м | 16    |

### Конный спорт
Спортсменов — 1
| Спортсмен       | Дисциплина | Результат |
| --------------- | ---------- | --------- |
| Освальдо Мендес | конкур     | DNF       |

### Лёгкая атлетика
Спортсменов — 7
Мужчины
| Соревнование  | Спортсмены         | Отборочный раунд | Отборочный раунд | Отборочный раунд | Четвертьфинал        | Четвертьфинал        | Четвертьфинал        | Полуфинал            | Полуфинал            | Полуфинал            | Финал                | Финал                |                      |
| Соревнование  | Спортсмены         | Забег            | Результат        | Место            | Забег                | Результат            | Место                | Забег                | Результат            | Место                | Результат            | Место                |                      |
| ------------- | ------------------ | ---------------- | ---------------- | ---------------- | -------------------- | -------------------- | -------------------- | -------------------- | -------------------- | -------------------- | -------------------- | -------------------- | -------------------- |
| 100 м         | Эмилио Самайоа     | 2                | 10,84            | 5                | Завершил выступление | Завершил выступление | Завершил выступление | Завершил выступление | Завершил выступление | Завершил выступление | Завершил выступление | Завершил выступление | Завершил выступление |
| 200 м         | Эмилио Самайоа     | 8                | 22,19            | 8                | Завершил выступление | Завершил выступление | Завершил выступление | Завершил выступление | Завершил выступление | Завершил выступление | Завершил выступление | Завершил выступление | Завершил выступление |
| 400 м         | Альберто Лопес     | 4                | 52,21            | 8                | Завершил выступление | Завершил выступление | Завершил выступление | Завершил выступление | Завершил выступление | Завершил выступление | Завершил выступление | Завершил выступление | Завершил выступление |
| 800 м         | Альберто Лопес     | 3                | 1:54,19          | 6                | Завершил выступление | Завершил выступление | Завершил выступление | Завершил выступление | Завершил выступление | Завершил выступление | Завершил выступление | Завершил выступление | Завершил выступление |
| 1500 м        | Уго Алан Гарсия    | н/д              | н/д              | н/д              | 5                    | 3:57,59              | 9                    | Завершил выступление | Завершил выступление | Завершил выступление | Завершил выступление | Завершил выступление | Завершил выступление |
| 3000 м с/п    | Уго Алан Гарсия    | н/д              | н/д              | н/д              | 2                    | 9:02,41              | 11                   | Завершил выступление | Завершил выступление | Завершил выступление | Завершил выступление | Завершил выступление | Завершил выступление |
| ходьба, 20 км | Хосе Виктор Алонсо | н/д              | н/д              | н/д              | н/д                  | н/д                  | н/д                  | н/д                  | н/д                  | н/д                  | 1ч 35:32             | 34                   |                      |
| ходьба, 20 км | Хосе Виктор Алонсо | н/д              | н/д              | н/д              | н/д                  | н/д                  | н/д                  | н/д                  | н/д                  | н/д                  | 4ч 36:35             | 17                   |                      |
| десятиборье   | Анхель Диас        | н/д              | н/д              | н/д              | н/д                  | н/д                  | н/д                  | н/д                  | н/д                  | н/д                  | 6342                 | 24                   |                      |

Женщины
| Соревнование | Спортсмены           | Отборочный раунд | Отборочный раунд | Отборочный раунд | Четвертьфинал | Четвертьфинал | Четвертьфинал | Полуфинал             | Полуфинал             | Полуфинал             | Финал                 | Финал                 |                       |
| Соревнование | Спортсмены           | Забег            | Результат        | Место            | Забег         | Результат     | Место         | Забег                 | Результат             | Место                 | Результат             | Место                 |                       |
| ------------ | -------------------- | ---------------- | ---------------- | ---------------- | ------------- | ------------- | ------------- | --------------------- | --------------------- | --------------------- | --------------------- | --------------------- | --------------------- |
| 100 м        | Криста Шуман-Лоттман | 2                | 12,04            | 3                | 3             | 12,23         | 7             | Завершила выступление | Завершила выступление | Завершила выступление | Завершила выступление | Завершила выступление | Завершила выступление |
| 200 м        | Криста Шуман-Лоттман | 4                | 24,91            | 5                | 2             | 24,90         | 7             | Завершила выступление | Завершила выступление | Завершила выступление | Завершила выступление | Завершила выступление | Завершила выступление |
| 400 м        | Соня Меихам          | н/д              | н/д              | н/д              | 1             | 55,64         | 8             | Завершила выступление | Завершила выступление | Завершила выступление | Завершила выступление | Завершила выступление | Завершила выступление |
| 800 м        | Соня Меихам          | н/д              | н/д              | н/д              | 3             | 2:14,17       | 7             | Завершила выступление | Завершила выступление | Завершила выступление | Завершила выступление | Завершила выступление | Завершила выступление |

### Парусный спорт
Спортсменов — 1
| Спортсмен   | Дисциплина | Результат |
| ----------- | ---------- | --------- |
| Хуан Маэльи | финн       | 19        |

### Плавание
Спортсменов — 6
Мужчины
| Спортсмен                                                              | Дисциплина       | Место |
| ---------------------------------------------------------------------- | ---------------- | ----- |
| Родриго Леал                                                           | 100 м в/с        | 58    |
| Эрнесто Хосе Дегенхарт                                                 | 100 м в/с        | 60    |
| Родриго Леал                                                           | 200 м в/с        | 51    |
| Роберто Гранадос                                                       | 200 м в/с        | 50    |
| Родриго Леал Эрнесто Хосе Дегенхарт Роберто Гранадос Фернандо Марругин | 4х100 м в/с      | 21    |
| Эрнесто Хосе Дегенхарт                                                 | 100 м спина      | 39    |
| Эрнесто Хосе Дегенхарт                                                 | 200 м спина      | 33    |
| Фернандо Марругин                                                      | 100 м брасс      | 44    |
| Фернандо Марругин                                                      | 200 м брасс      | 40    |
| Роберто Гранадос                                                       | 100 м баттерфляй | 45    |
| Роберто Гранадос                                                       | 200 м баттерфляй | 33    |
| Роберто Гранадос                                                       | 200 м комплекс   | 38    |
| Эрнесто Хосе Дегенхарт Фернандо Марругин Роберто Гранадос Родриго Леал | 4х100 м комплекс | 19    |

Женщины
| Спортсмен      | Дисциплина       | Место |
| -------------- | ---------------- | ----- |
| Бланка Моралес | 100 м в/с        | 37    |
| Карен Словинг  | 100 м в/с        | 41    |
| Бланка Моралес | 200 м в/с        | 32    |
| Карен Словинг  | 200 м в/с        | 31    |
| Карен Словинг  | 400 м в/с        | 23    |
| Карен Словинг  | 800 м в/с        | 19    |
| Бланка Моралес | 100 м баттерфляй | 30    |
| Карен Словинг  | 100 м баттерфляй | 33    |
| Бланка Моралес | 200 м баттерфляй | 28    |
| Бланка Моралес | 200 м комплекс   | 27    |

### Стрельба
Спортсменов — 4
| Спортсмен                | Дисциплина             | Место |
| ------------------------ | ---------------------- | ----- |
| Карлос Сильва            | подвижная мишень, 50 м | 16    |
| Артуро Иглесиас          | подвижная мишень, 50 м | 18    |
| Франсиско Ромеро Аррибас | скит                   | 19    |
| Марио-Оскар Закриссон    | скит                   | 58    |

### Тяжёлая атлетика
Спортсменов — 2
| Спортсмен        | Весовая категория | Место |
| ---------------- | ----------------- | ----- |
| Нери Минчес      | до 56 кг          | 15    |
| Антулио Дельгадо | до 67 кг          | DNF   |